# Église Saint-Martin de Saint-Martin-d'Entraunes
L'église Saint-Martin est une église romane à Saint-Martin-d'Entraunes dans les Alpes-Maritimes. L’église est située à la sortie du village, en direction du col des Champs et du col de la Cayolle. Elle présente la particularité d’avoir son clocher séparé de l'église.

## Historique
L'église est souvent appelée abusivement « église des Templiers ». C'est pour Jacques Thirion un « excellent exemple d'église alpestre élevée dans le style roman d'arrière-saison, nuancé d'éléments gothiques ». Elle peut donc être datée de la seconde moitié du XIIIe siècle. Deux portes existent sur la façade sud. Cette datation pourrait être plus tardive si on considère le style d'une de ces portes latérales sud de l'église. La principale ne semble pas avoir été ajoutée plus tardivement à une église antérieure. Ce portail est orné de colonnettes portant une voussure légèrement brisée appareillée en rouleaux et à triple ressaut. Les consoles et les chapiteaux sont sculptés de figures, crochets et boutons dont le style n'est pas antérieur à la fin du XIVe siècle. On trouve des portails semblables en Ubaye, à Saint-Pons, daté de 1437, à Saint-Paul, en 1472, en Briançonnais, à Saint-Crépin, en 1452, à Saint-Martin-de-Queyrières. L'église pourrait être de la fin du XIIIe siècle et embellie au début du XVe siècle, ou entièrement du début du XVe siècle.

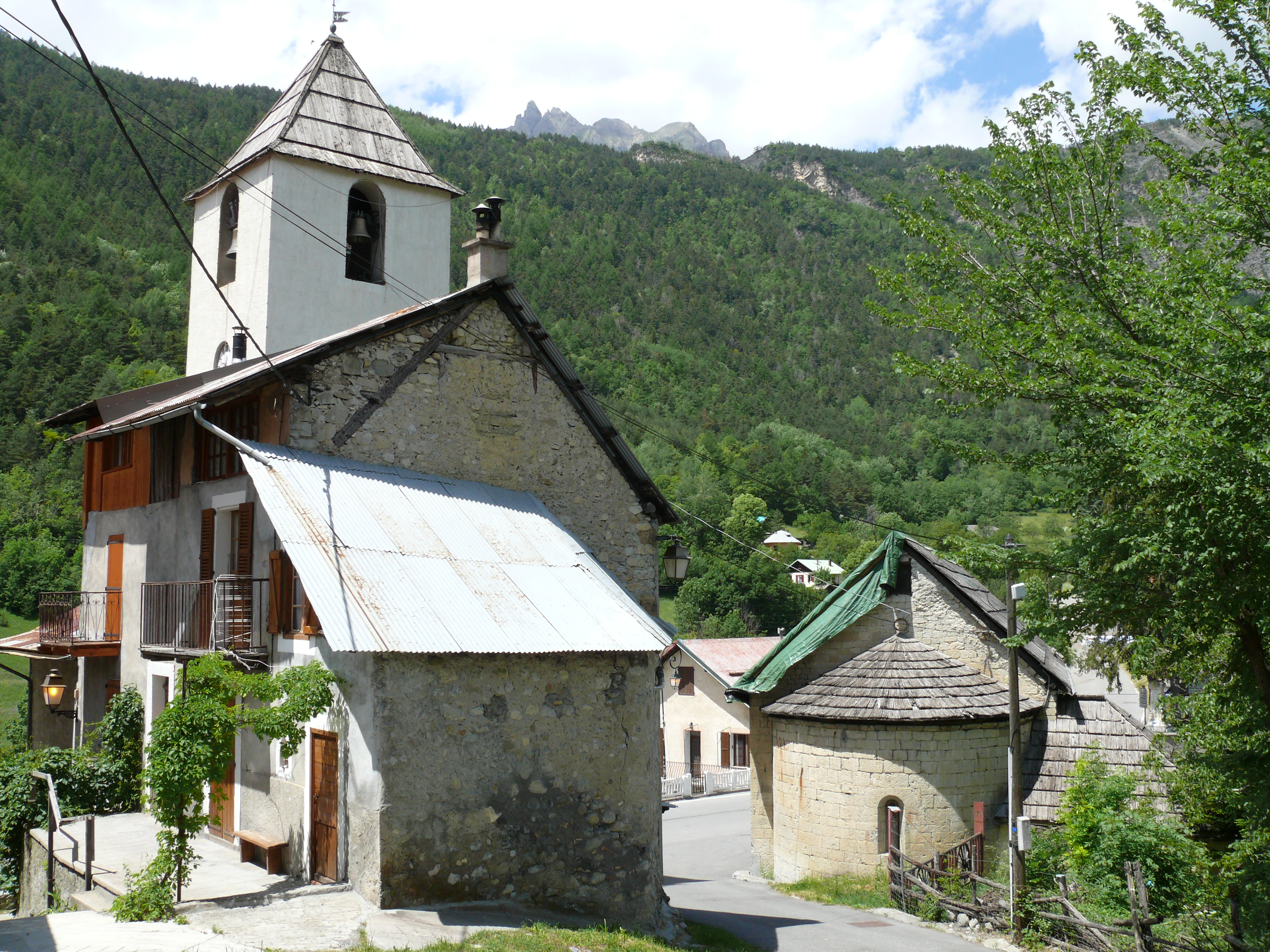
Chevet de l'église

Les claveaux supérieurs de l'archivolte du portail sud sont ornés de croissant, de soleil et glaive cruciforme, symboles templiers, ce qui leur a fait attribuer la construction de l'église.
Certaines petites fenêtres romanes ont été agrandies par percement de grandes ouvertures rectangulaires.
Le clocher, ancienne tour de garde, est séparé de l'église.
Le toit en bardeaux de mélèze a été restauré en 1958.
L'édifice est inscrit au titre des monuments historiques le 15 mai 1926.

## Architecture
L'église est faite d'une nef unique à quatre travées couverte d'un berceau avec une abside semi-circulaire voûtée en cul-de-four.
Des peintures murales réalisées vers 1600 ont été mises au jour en 1921. Elles représentent saint Jean Baptiste, saint Blaise et saint Roch. Le Père éternel bénissant de la main gauche, ce qui est rare, est représenté sur l'intrados de l'arc.

## Patrimoine mobilier
- Croix de procession[4].
- Retable, tableaux : Vierge de Miséricorde (la)[5].
- Bénitier[6].

### Polyptyque de la Vierge du Rosaire

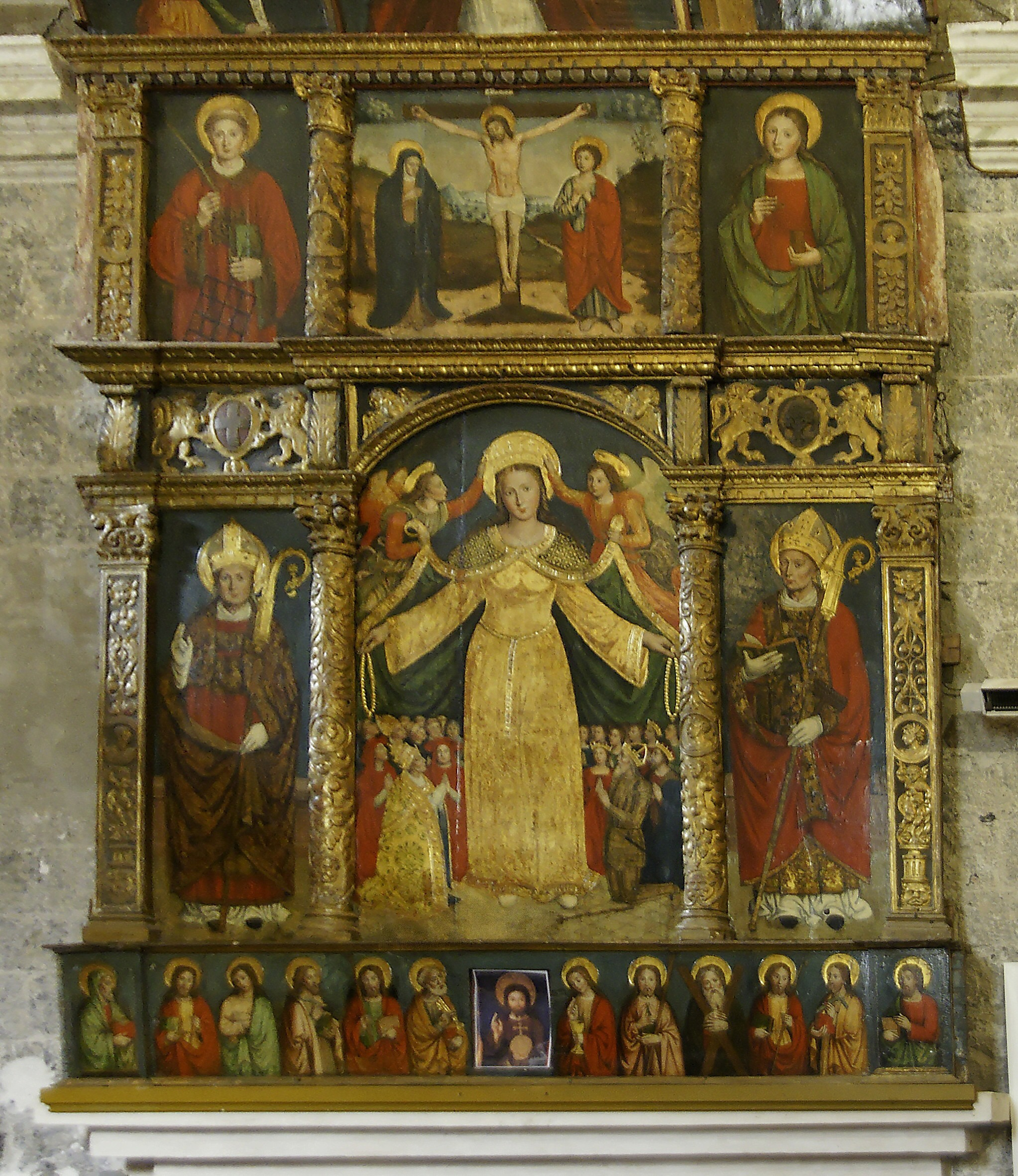
Polyptyque de la Vierge du Rosaire

Le polyptyque de la Vierge du Rosaire est signé de François Bréa et daté de 1555.
Le polyptyque est divisé en dix compartiments :
- au centre, la Vierge debout dont le manteau est soulevé par des anges qui posent une couronne. Elle tient un chapelet dans chaque main qu'elle tend aux orants qui sont placés sous son manteau. À sa droite, le pape et des religieux, à gauche, l'empereur et des laïcs, tous agenouillés. L'empereur a déposé son sceptre aux pieds de la Vierge.
- dans le panneau latéral de gauche, saint Martin,
- dans le panneau latéral de droite, saint Blaise,
- au-dessus, à gauche et à droite, saint Laurent et sainte Madeleine, de part et d'autre du Christ en croix,
- en partie supérieure, l'ange Gabriel et Marie entourent Dieu le Père,
- en partie inférieure, la prédelle représente les douze Apôtres.

### Biographie
- Jacques Thirion, Alpes romanes, p. 60, La Pierre-qui-Vire, éditions Zodiaque (collection la nuit des temps no 54), 1980
- Philippe de Beauchamp, L'Art religieux dans les Alpes-Maritimes : architecture religieuse, peintures murales et retables, Aix-en-Provence, Edisud, 1990, 143 p. (ISBN 2-85744-485-0), p. 92-94
- Luc Thévenon, L'Art du Moyen Âge dans les Alpes méridionales, Nice (France), éditions Serre, coll. « patrimoines », 1983, 92 p. (ISBN 2-86410-047-9), p. 65, 94